# Caliban (comics)
Pour les articles homonymes, voir Caliban.
Caliban est un personnage de fiction évoluant dans l'univers Marvel de la maison d'édition Marvel Comics. Créé par le scénariste Chris Claremont et le dessinateur Dave Cockrum, le personnage apparait pour la première fois dans le comic book Uncanny X-Men #148 en août 1981.

## Biographie du personnage
Autrefois membres des Morlocks, le mutant est nommé ainsi par Callisto en référence à Caliban, personnage de la pièce de théâtre La Tempête de William Shakespeare. Bien qu'il vive paisiblement avec cette communauté de mutants, il se sent seul. Un soir, il ressent la présence d'autres mutants au-dessus de lui, dans un club. Il y rencontre Dazzler, Kitty Pryde, Jessica Drew et Tornade mais fait paniquer la foule. Durant le chaos, il capture Kitty, car il voulait une amie. Calmé par les X-Men, il retourna vivre avec les Morlocks.
Quand Callisto enleve Angel et se met les X-Men à dos, Kitty est infectée par le Morlock nommé Peste et retrouvé par Caliban. Ne sachant pas quoi faire, il panique. Pryde jure de rester avec lui pour toujours s'il l'aidait à retrouver les X-Men. Pendant ce temps, Tornade bat en duel Callisto et propose aux Morlocks l'aide des X-Men. Mais Caliban, parlant pour la communauté, décline son offre. Comme Kitty Pride ne peut tenir sa promesse, Callisto la kidnappe pour la marier de force à Caliban. Toutefois, le mutant s'aperçoit que la jeune fille ne l'aime pas vraiment, et la libère.
Les Morlocks sont ensuite massacrés par les Maraudeurs. Caliban et la Sangsue sont sauvés par Facteur-X et Puissance 4. C'est à ce moment que Caliban devient plus froid et plus dur. Il cherche à venger la perte de ses amis et s'offre en tant que limier à Apocalypse, qui le transforme par la suite en Cavalier, Mort. Il combat alors les X-Men et les Nouveaux Mutants, mais est vaincu.
Séparé de l'influence d'Apocalypse, Caliban commence à perdre son intelligence. Il captura Jubilé et veut l'échanger contre Dents-de-sabre, le tueur de Morlocks. Dans l'aventure, il sauve Kitty Pride et affronte le mutant psychopathe. Mais il s'enfuit, le visage à moitié arraché.
Il est par la suite chassé par les Dark riders, mercenaires à la solde d'Apocalypse. Sauvé par Cable, il aide ce dernier, Tornade et Domino à les retrouver en Égypte et à affronter leur nouveau leader, Genesis. Tandis que son intelligence continue à se dégrader, il retrouve sa personnalité calme et douce. Cable le recrute alors au sein d'X-Force. Avec l'équipe, il affronta Holocauste, les Externels, le SHIELD et Mister Sinistre… Pendant un moment, il tombe sous la domination de Sebastian Shaw, le Roi Noir du Club des Damnés et attaque même Cable.
Gravement malade, il aide Cable contre Bastion et rencontre Ozymandias, qui lui dit que sa maladie vient de sa transformation en Mort. Il retourne voir Apocalypse et est changé en Pestilence. Il devait en échange lui livrer Cable. Il réussit et capture aussi X-Man. Les X-Men viennent cependant les sauver. Juste après, il traque Cyclope qui avait fusionné avec Apocalypse. Cyclope, dont la personnalité de l'Externel dominait par moments, libéra Caliban de sa servitude. À cet instant, Caliban était docile, naïf et possédait une intelligence proche de celle d'un animal
On le revoit ensuite au côté de Cable pour affronter le Skornn, puis dans le camp des 198, qu'il a quitté avec tous les réfugiés mutants quand Domino et Shatterstar ont attaqué les Sentinelles qui gardaient la propriété du Professeur Xavier.
Récemment (fin 2007), dans le story-arc Messiah Complex, il est tué au combat, par les Reavers de Lady Deathstrike lancés à la poursuite de Cable.

## Pouvoirs et capacités
Caliban est un pisteur mutant, lui-même mutant. Il peut localiser les autres porteurs du « gène X » dans un rayon de 40 km.
- Caliban possède une force et une endurance surhumaines, augmentées par les travaux d'Apocalypse. Ses réflexes, son agilité et sa vitesse sont au maximum du potentiel humain.
- Il possède aussi une vision nocturne. Il souffre de brûlures lorsqu’il est exposé au soleil.
- Toujours grâce aux travaux d'Apocalypse, il peut donner la fièvre par simple toucher.

## Apparitions dans d'autres médias
Sauf indication contraire, les informations mentionnées dans cette section peuvent être confirmées par la base de données cinématographiques IMDb,  présente dans la section « Liens externes ».

### Cinéma
Interprété par Tómas Lemarquis dans la 2e trilogie X-Men
- 2016 : X-Men: Apocalypse réalisé par Bryan Singer – Caliban est un mercenaire, recruteur de mutants. Contrairement aux comics, il refuse la demande d'Apocalypse pour le faire entrer dans ses Quatre Cavaliers et connaît personnellement Mystique et Tornade.

Interprété par Stephen Merchant
- 2017 : Logan réalisé par James Mangold – Caliban est devenu un ami de Wolverine et l'aide à s'occuper de Charles Xavier à la frontière mexicaine.

### Télévision
- 2002 : X-Men: Evolution (série d'animation)

### Jeux vidéo
- 2011 : X-Men: Destiny